# 4040 Purcell
4040 Purcell (1987 SN1) là một tiểu hành tinh vành đai chính được phát hiện ngày 21 tháng 9 năm 1987 bởi E. Bowell ở Flagstaff (AM).